# Airports Company South Africa
Die Airports Company South Africa SOC Ltd. (abgekürzt: ACSA) ist seit 1993 der mehrheitlich staatliche südafrikanische Flughafenbetreiber. Er betreibt neun der größten Flughäfen des Landes. Hinzu kommen mehrere Kapitalbeteiligungen im Ausland.

## Geschichte
Die Gesellschaft wurde 1993, gegen Ende der Apartheidära, als rein öffentlich-rechtliche Gesellschaft für den Betrieb der südafrikanischen Flughäfen gegründet und 1998 teilprivatisiert. Etwa ein Viertel der Anteile wurde zu einem Wert von ca. 4 Milliarden Rand an andere Anteilseigner verkauft. 2005 wurden die 20 % in ausländischem Besitz befindlichen Anteile von der Public Investment Corporation (PIC) übernommen. 2006 erhielt die ACSA zusammen mit der indischen GVK Industries Ltd. und der südafrikanischen Bidvest eine Konzession zum Betrieb des indischen Flughafens Chhatrapati Shivaji International Airport in Mumbai.
2007 wurde ein Vertrag abgeschlossen, um für 6,8 Milliarden Rand einen neuen Flughafen in Durban zu bauen. Im selben Jahr wurde der Flughafen George im Süden des Landes für 43 Millionen Rand modernisiert. 2010 wurde der Flughafen O. R. Tambo in Johannesburg für den Betrieb des Airbus A380 umgebaut und der neue Flughafen in Durban eröffnet. Seit 2014 arbeitet Airports Company South Africa mit der Ghana Airports Company Limited zusammen.
Eine Solaranlage wurde 2016 am Flughafen Kimberly eröffnet. Die Anlage kostete 13,5 Millionen R. Im darauffolgenden Jahr wurden drei weitere Solaranlagen an weiteren regionalen Flughäfen eröffnet.
Das Unternehmen kündigte 2024 Investitionen von 21,7 Milliarden R an. Damit sollen unter anderem die Terminals am Gqeberha und am George Flughafen erweitert werden. Am Flughafen O. R. Tambo soll ein zusätzliches Fracht- und Passagierterminal gebaut werden.
Am Capetown International Airport wurden im Finanzjahr 2023/2024 über 10 Millionen Passagiere bedient. Dies war die höchste Anzahl an Passagieren nach Anfang der COVID-19-Pandemie.

## Unternehmensdaten
Anteilseigner des Unternehmens sind der südafrikanische Staat – dessen Transportministerium die Gesellschaft untersteht – mit 74,6 %, eine öffentliche Beteiligungsgesellschaft mit 20 % und weitere Kleininvestoren, die die übrigen 5,4 % ausmachen.

## Flughäfen

### Im Inland
- Bram Fischer (Bloemfontein)
- East London
- George
- Gqeberha
- Kapstadt
- Kimberley
- King Shaka (Durban)
- O. R. Tambo (Johannesburg)
- Upington

### Im Ausland
- Flughafen São Paulo-Guarulhos,  Brasilien[9][10][11]
- Flughafen Mumbai,  Indien (Konsortium mit Bidvest and Airports Authority of India)